# راجیه عمران
راجیه عمران (انگلیسی: Ragia Omran؛ زادهٔ) فعال حقوق بشر اهل مصر است. راجیه در جریان بهار عربی مدافع معترضان سیاسی بود.
وی همچنین برندهٔ جوایزی همچون جایزه حقوق بشر رابرت اف. کندی شده‌است.